# Ringgau (gmina)
Ringgau – miejscowość i gmina w Niemczech, w kraju związkowym Hesja, w rejencji Kassel, w powiecie Werra-Meißner.